# Divinilbenceno
El divinilbenceno (DVB) es un compuesto orgánico con la fórmula química C
6H
4(CH=CH
2)
2 y estructura H
2C=CH−C
6H
4−HC=CH
2 (un anillo de benceno con dos grupos vinilo como sustituyentes). Está relacionado con el estireno (vinilbenceno, C
6H
5−CH=CH
2) mediante la adición de un segundo grupo vinilo. Es un líquido incoloro fabricado por deshidrogenación térmica de dietilbencenos isoméricos. En condiciones de síntesis, el o-divinilbenceno se convierte en naftaleno y, por lo tanto, no es un componente de las mezclas habituales de DVB.

## Producción y uso
Se produce por deshidrogenación del dietilbenceno:
C6H4(C2H5)2   →   C6H4(C2H3)2  +  2 H2
El divinilbenceno generalmente se encuentra como una mezcla 2:1 de m- y p-divinilbenceno, que contiene también los isómeros correspondientes de etilvinilbenceno.
El estireno y el divinilbenceno reaccionan para formar el copolímero estireno-divinilbenceno, S-DVB o Sty-DVB. El polímero reticulado resultante se utiliza principalmente para la producción de resinas de intercambio iónico y resinas Merrifield para la síntesis de péptidos.

## Nomenclatura
- Orto: conocido de diversas formas como 1,2-dietenilbenceno, 1,2-divinilbenceno, o-vinilestireno, o-divinilbenceno
- Meta: conocido como 1,3-dietenilbenceno, 1,3-divinilbenceno, m-vinilestireno, m-divinilbenceno
- Para: conocido como 1,4-dietenilbenceno, 1,4-divinilbenceno, p-vinilestireno, p-divinilbenceno.

Se los denominan sistemáticamente dietenilbenceno, aunque rara vez se encuentra esta nomenclatura.